# Stromatium chilensis
Stromatium chilensis là một loài bọ cánh cứng trong họ Cerambycidae.